# Estación Ingeniero Dante Ardigó
Ingeniero Dante Ardigó, también referida simplemente como Ardigó, es una estación ferroviaria de la Línea General Roca ubicada en la localidad de Gobernador Julio A. Costa, partido de Florencio Varela, Provincia de Buenos Aires, Argentina. Coloquialmente llamada "Kilómetro" o también "Kilómetro 26".

## Historia
El ramal fue inaugurado en 1884, la parada fue habilitada como km 26,700 y por muchísimos años fue un simple apeadero. Con el correr de los años toda esa zona eminentemente rural, se fue poblando densamente y adquirió el carácter de estación.
Su nombre homenajea a un prestigioso ingeniero quien entre otras obras dirigió la construcción del Museo Histórico de Cañada de Gómez en la provincia de Santa Fe. Fue jefe del Departamento de contralor financiero de la Dirección General de Ferrocarriles, dependencia nacional.
En 1970 se le dio su nombre actual

## Servicios

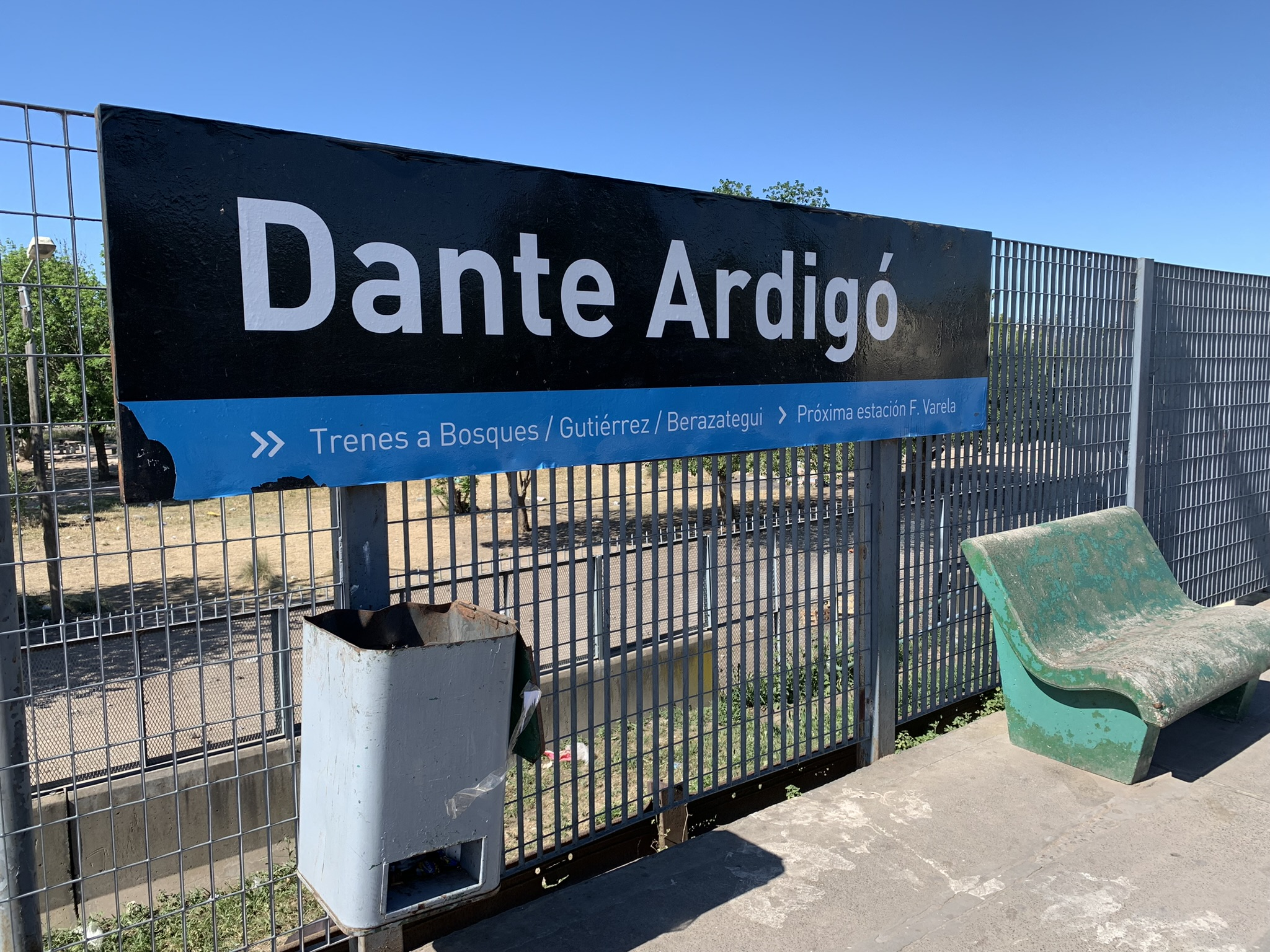
Cartel de la Estación Dante Ardigó.

Forma parte del Ferrocarril General Roca, siendo un centro de transferencia intermedio del servicio eléctrico metropolitano de la Línea General Roca que se presta entre las estaciones Bosques y Constitución.
Los servicios son prestados por la empresa Trenes Argentinos Operadora Ferroviaria.
Hasta el 3 de octubre del año 2017, sus servicios eran prestados por formaciones Diesel. Después de esta fecha, Los servicios ferroviarios son prestados por formaciones eléctricas CSR, y en parte por formaciones eléctricas Toshiba.

## Infraestructura
Posee dos andenes elevados utilizados actualmente por formaciones eléctricas CSR y Toshiba, a partir del 4 de octubre de 2017.

## Diagrama
| Plataforma Norte | |
| Vía 1            | Trenes a Bosques provenientes de Constitución vía Temperley (próxima Florencio Varela) Trenes directos a Bosques provenientes de Constitución (próxima Florencio Varela) |
| Vía 2            | Trenes a Constitución provenientes de Bosques vía Temperley (próxima Claypole) Trenes directos a Constitución provenientes de Bosques (próxima Claypole)                 |
| Plataforma Sur   | |